# Semmelweis Klinikák (métro de Budapest)
Semmelweis Klinikák (anciennement Klinikák) est une station du métro de Budapest. Elle est sur la  .

## Historique de la station
La station est appelée Klinikák (signifiant en français « Cliniques »), de son ouverture jusqu'au 9 septembre 2019, en raison des nombreuses installations médicales de l'Université Semmelweis situées à proximité de la station. Toutefois, le maire de Budapest, István Tarlós, annonce à l'occasion du 250e anniversaire de l'université qu'au moment de réouverture de la station après des travaux, le nom de la station serait modifié pour son nom actuel.